# NSM-brug
De NSM-brug (brug 356) is een basculebrug gelegen in de Klaprozenweg en overspant het Zijkanaal I in Amsterdam-Noord. De brug die op 22 april 2018 geopend werd is de derde versie.
De brug was van belang voor de ontsluiting van Tuindorp Oostzaan en was oorspronkelijk een enkelvoudige stalen ophaalbrug waarbij de brug, met veel aanbruggen, met landhoofden was verbonden met de Klaprozenweg. De brug werd gebouwd in 1919 en op 3 april 1925 kwam GTA buslijn B over deze brug te rijden waardoor Tuindorp Oostzaan kon worden ontsloten met het openbaar vervoer.
Vanwege het drukkere verkeer werd in 1956 de oude brug vervangen door een dubbele basculebrug met een brugwachtershuisje ontworpen door Aldo van Eyck en kwamen er gescheiden fiets- en voetpaden. De oude brug werd gebruikt om de oude en in slechte staat verkerende Westergasbrug over de Haarlemmervaart te vervangen en ligt daar nog steeds. De brug kende vanaf toen voor het scheepvaartverkeer een viertal doorvaarten waarbij de middelste doorvaarten bestemd zijn voor het grotere en doorgaande scheepvaartverkeer.
Van 1 maart 1920 tot 31 oktober 1968 had IJveer III (De Ruijterkade – Grasweg – Distelweg – Papaverweg) zijn aanlegsteiger vlak bij de brug aan de Papaverweg. Heden ten dage rijden GVB buslijn 35, 36 en EBS lijn 391 en 394 over de brug. Ten noordoosten van de brug bevindt zich een woonschepenhaven.

## Naam
Tot 5 juli 2016 stond deze brug onofficieel bekend als Langebrug vanwege haar opmerkelijke lengte en een andere naam was Klaprozenbrug. In 2016 kwam de naam van de brug ter sprake bij het college van burgemeester en wethouders van Amsterdam. Bij een controle over de brugnamen bleek dat de naam niet voldeed aan de richtlijnen, die gelden om opgenomen te kunnen worden in de Basisregistraties Adressen en Gebouwen. Er werd een inspraakronde gehouden waarna beslist werd dat de brug geen officiële naam kreeg maar alleen het brugnummer blijft behouden. Reden daartoe was onder meer, dat Amsterdam een Langebrugsteeg in het centrum kent, met daarbij tot 1937 de Langebrug, die toen overbodig werd na demping van een stuk Rokin. Vanaf 2016 konden Amsterdammers het initiatief nemen naamloze bruggen alsnog te vernoemen. De naam moest daarbij bijvoorbeeld verwijzen naar de buurt waarin zij ligt. Het verzoek om de brug te vernoemen naar NSM werd overgenomen, omdat deze firma destijds hier haar werf had.

## Derde brug
In 2011 kondigde de gemeente Amsterdam aan dat de Klaprozenweg verbreed moest worden en dat daardoor ook brug 356 verbreed moest worden. Ze zag daarbij geen mogelijkheid de brug van Van Eyck te handhaven. Er werd een nieuwe brug gebouwd en in 2016 sneuvelde (na overleg met de nabestaanden van Van Eyck) de brug. Het betonnen brugwachtershuisje verviel eveneens omdat er geen plaats meer voor was en de brug op afstand wordt bediend vanuit de Westerkeersluis. Er werd een nieuwe brug gebouwd met ook een nieuwe kelder voor de bascule. Die brug werd op 22 april 2018 geopend. In wezen kwamen er voor de Van Eijckbrug een brug in twee delen in de plaats. De eigenlijk brug is bestemd voor snelverkeer (gemotoriseerd) en ten noorden daarvan kwam een brug voor langzaam verkeer (voetgangers en fietsers in beide richtingen); zij vormen echter wel één geheel.

## Galerij

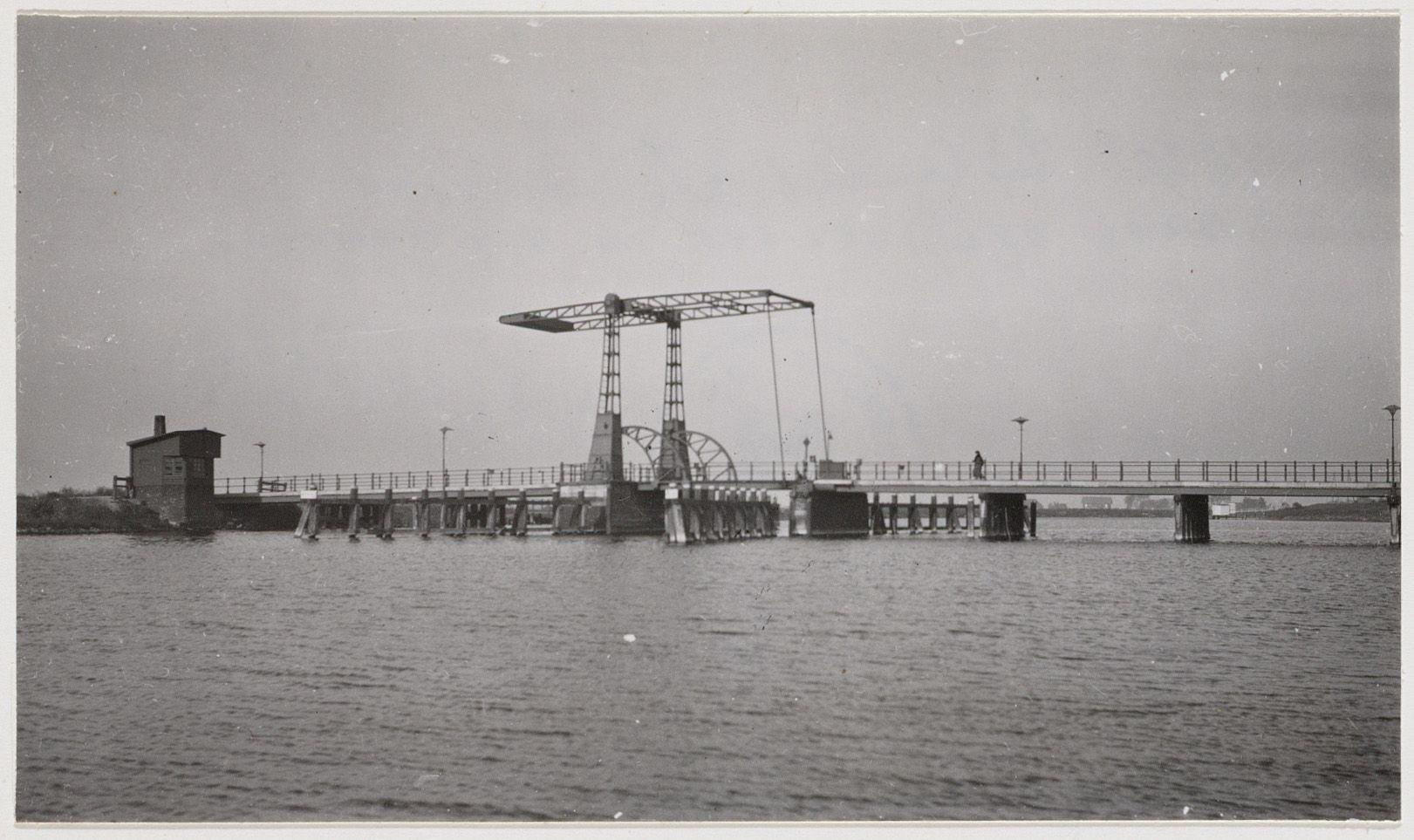
Eerste brug
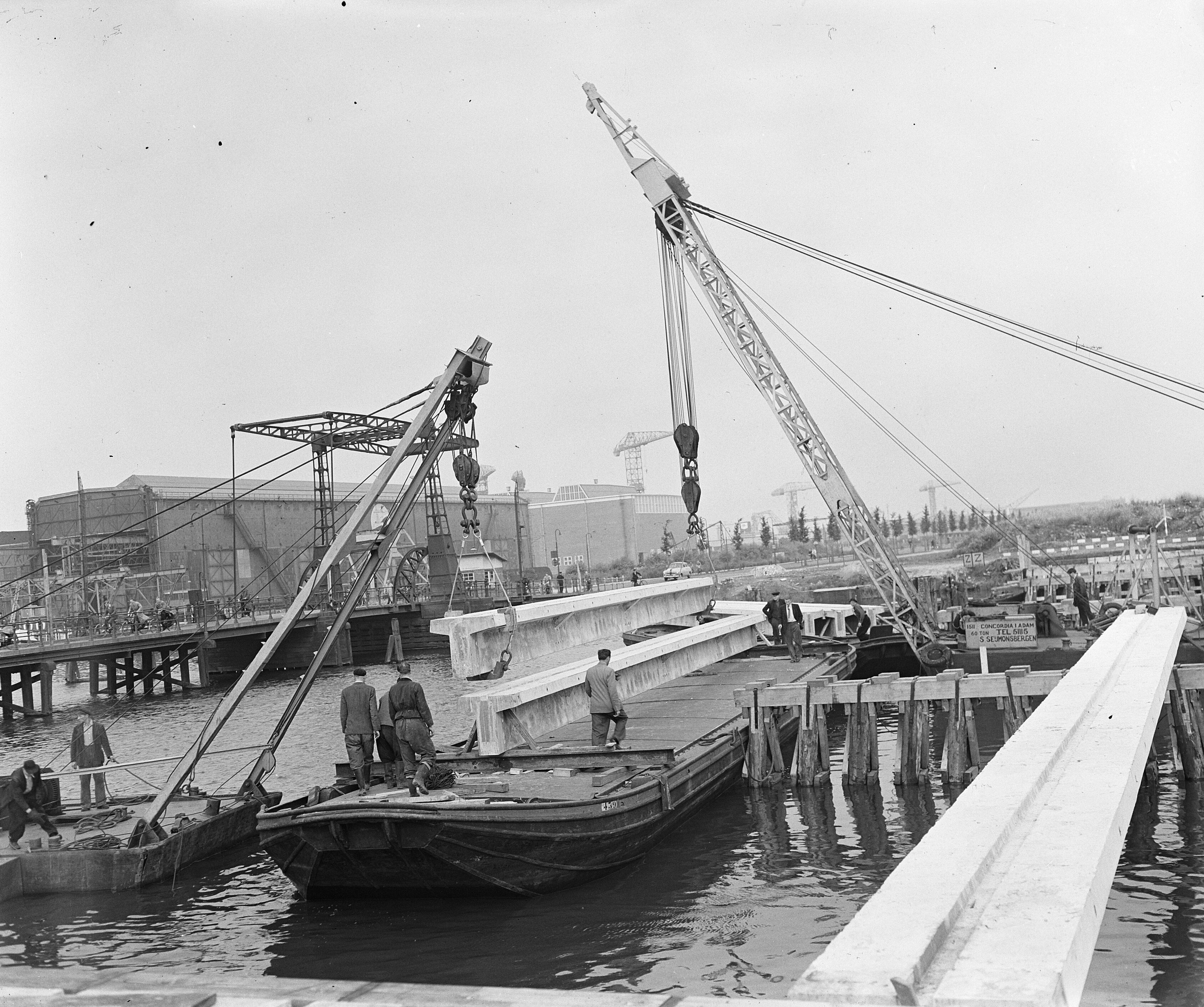
Aanbouw tweede brug
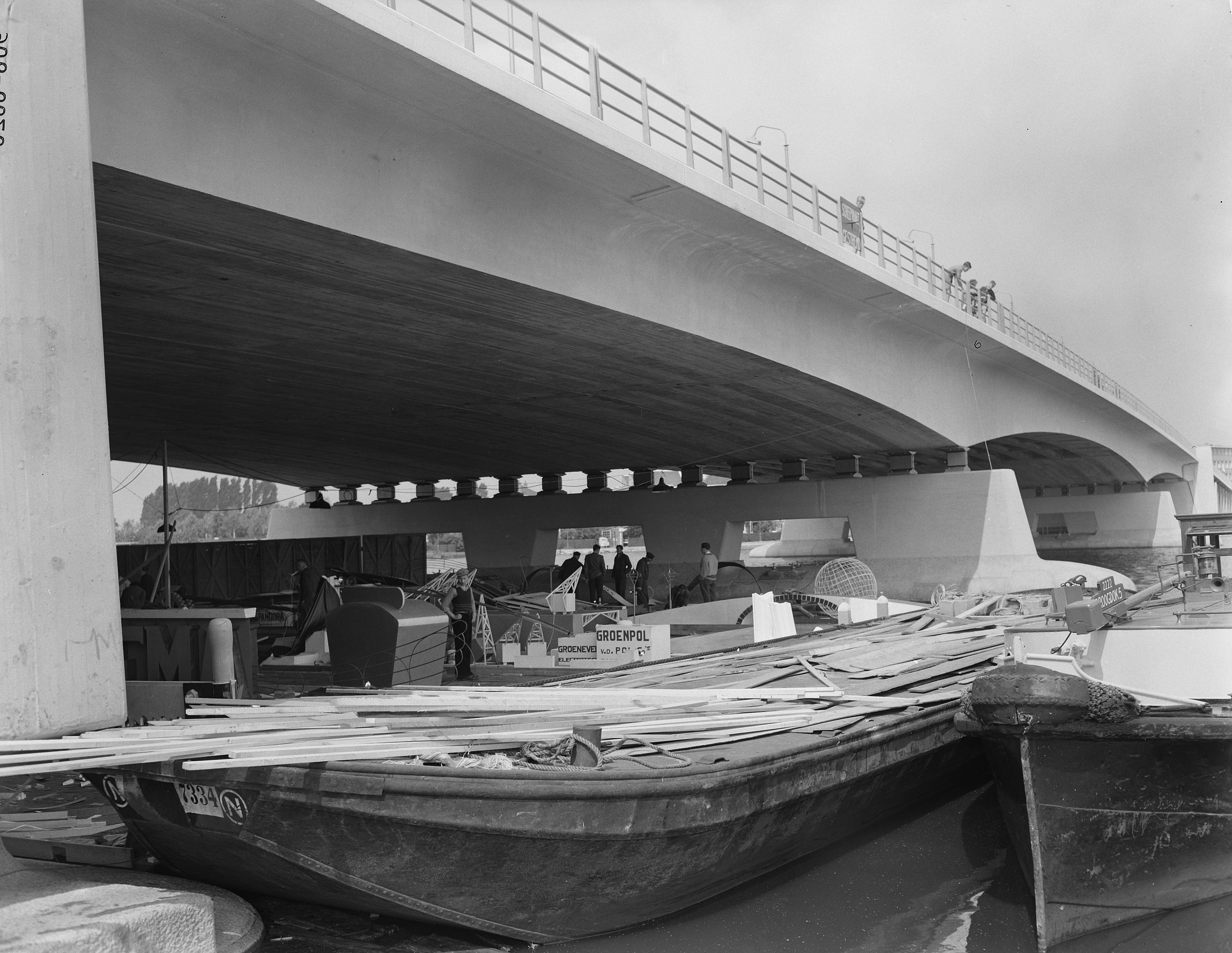
Tweede brug
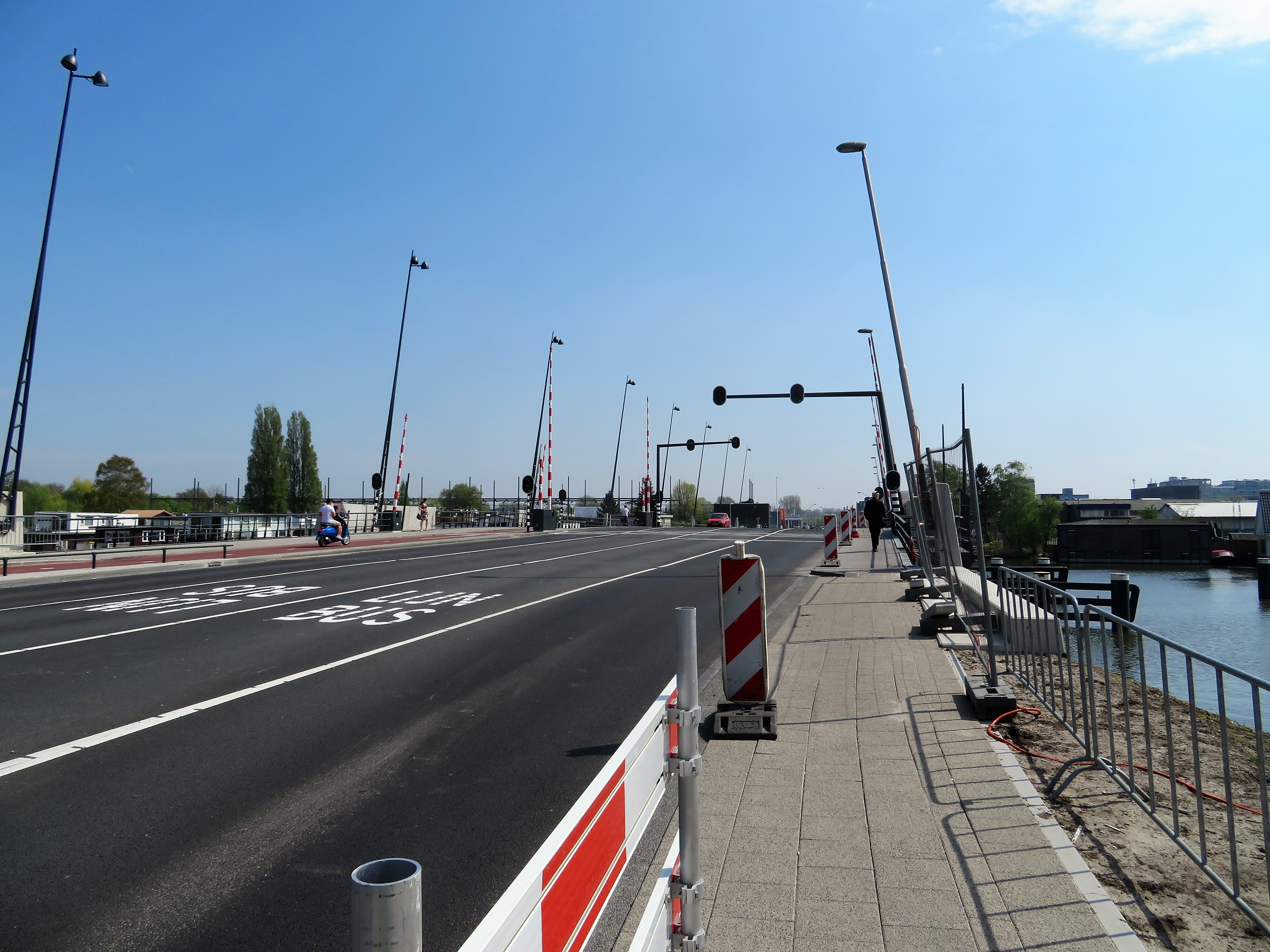
NSM-brug vlak na opening
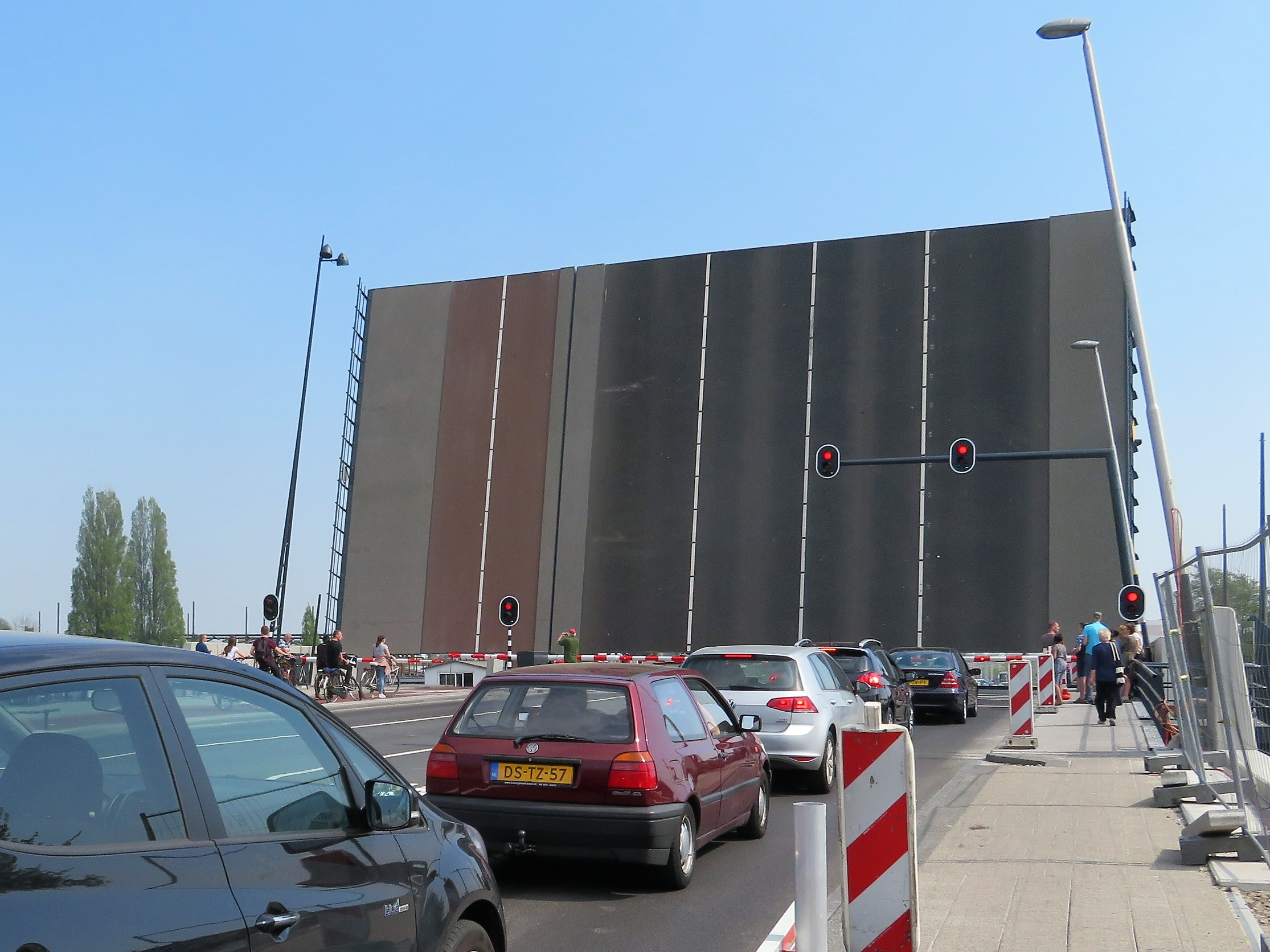
Brugdek in geopende toestand
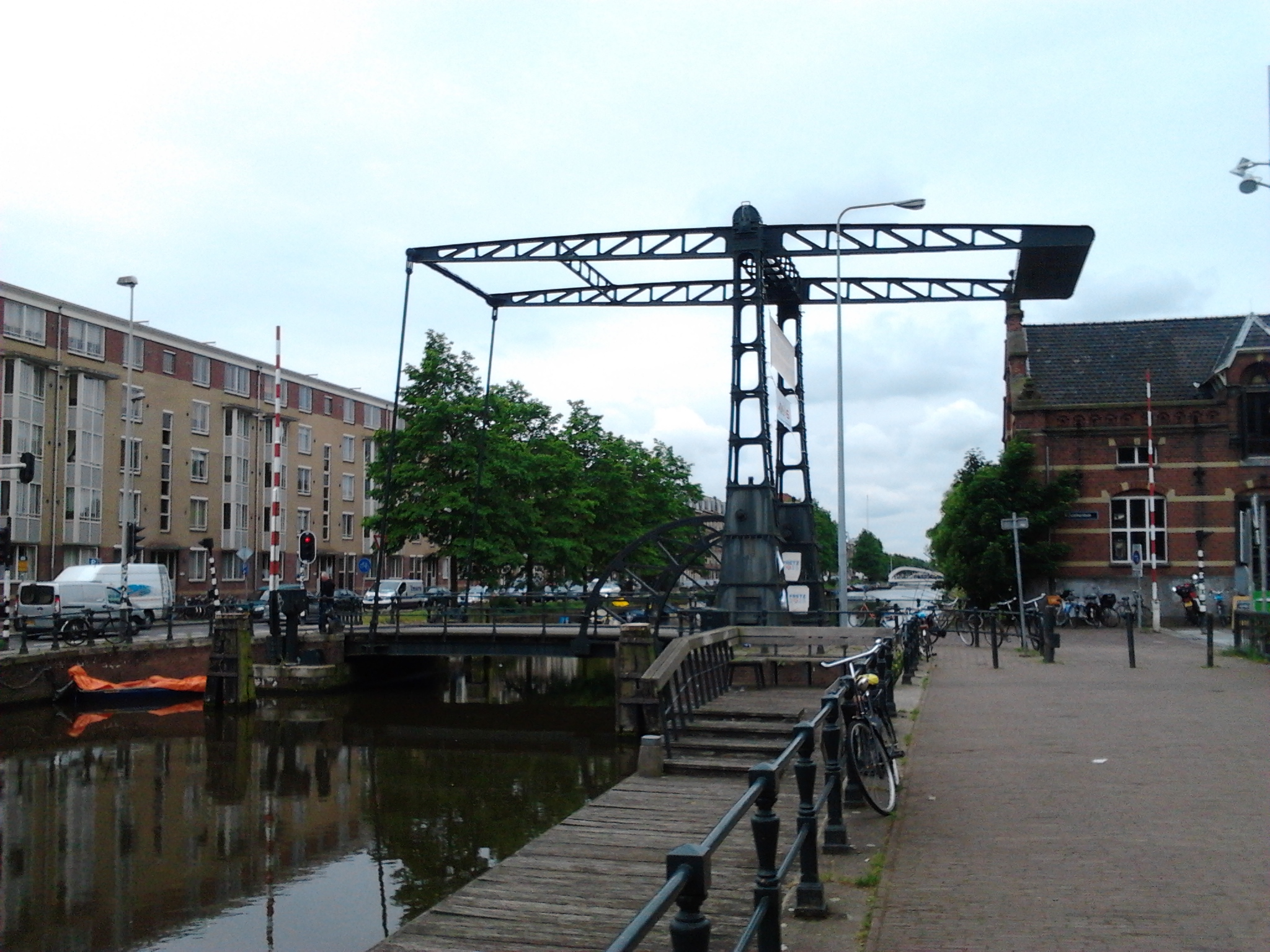
Eerste brug doet tegenwoordig dienst op het Westergasfabriekterrein

<<< · 300 · 301 · 302 · 303 · 304 · 305 · 306 · 307 · 308 · 309 · 310 · 311 · 312 · 313 · 314 · 315 · 316 · 317 · 318 · 320 · 321 · 322 · 323 · 324 · 325 · 327 · 328 · 330 · 331 · 332 · 333 · 334 · 335 · 336 · 337 · 338 · 339 · 340 · 341 · 342 · 343 · 344 · 345 · 346 · 347 · 348 · 349 · 350 · 351 · 352 · 353 · 354 · 355 · 356 · 357 · 358 · 359 · 360 · 361 · 362 · 363 · 364 · 365 · 366 · 367 · 368 · 371 · 372 · 373 · 374 · 375 · 376 · 377 · 378 · 379 · 380 · 381 · 382 · 383 · 385 · 386 · 387 · 388 · 389 · 390 · 391 · 392 · 393 · 394 · 395 · 396 · 397 · 398 · 399 · >>>
Brugnummers 319, 326, 329 (tijdelijke duiker in de Ringspoordijk), 369, 370, 384 zijn niet (meer) vergeven.